# Hagneck
Hagneck är en ort och kommun i distriktet Seeland i kantonen Bern, Schweiz. Kommunen har 426 invånare (2023).